# Nichita Stănescu
Nichita Stănescu, född 31 mars 1933 i Ploiești, död 13 december 1983, var en rumänsk poet. Stănescu etablerade sig i Rumäniens kulturliv med några tidiga diktsamlingar anpassade efter tidens anda, men utvecklade snart en egenartad stil präglad av oförutsägbarhet, ironi och känslomässig kontroll. Han såg stort värde i äldre tiders kultur och hämtade där inspiration, som ibland kom till uttryck i former som angränsar till parodi. Han fick stort inflytande på yngre rumänska författare och även utländska, särskilt i Jugoslavien. Utöver sitt författande arbetade han även som redaktör för flera tidskrifter. Han avled 1983 i hepatit.
Stănescu fick redan under sin livstid status som en av Rumäniens främsta 1900-talsförfattare, och är en av de mest studerade. Han anses som en föregångare till 1980-talets rumänska postmodernism. År 1990 valdes han postumt in i Rumänska akademien.

## Utgivet på svenska
- Kampen mellan inälvor och verklighet (översättare Pierre Zekeli, Coeckelberghs, 1975)
- Ptolemaios död och uppståndelse (översättare Pierre Zekeli, Coeckelberghs, 1978)
- Ljusets böjning (översättare Inger Johansson och Gabriela Melinescu, Ellerström, 2008)